# Шахта имени Карла Маркса
Шахта имени Карла Маркса (укр. Шахта імені Карла Маркса)  — недействующая угледобывающая шахта, расположенная на юго-востоке Украины, в Донецкой области, в городе Карло-Марксово (Софиевка). Шахта была закрыта в 2008 году в связи нарушением техники безопасности. Входила в состав объединения Орджоникидзеуголь.

## Расположение
Шахта находится в Донецкой области, в городе Карло-Марксово, входящее в Енакиевского городского совета, на улице магистральной.

## История
Шахта имени Карла Маркса была построена в 1902 году. В период Великой Отечественной войны была разрушена, восстановлена в 1948 году.

## Аварии
8 июля 2008 года в шахте произошел взрыв, в результате которого погибло 14 человек.